# Sunjsko polje
Sunjsko polje este o arie protejată (sit de importanță comunitară — SCI) din Croația întinsă pe o suprafață de 19.571,21 ha, integral pe uscat.

## Localizare
Centrul sitului Sunjsko polje este situat la coordonatele 45°18′17″N 16°43′16″E / 45.304858°N 16.72115°E.

## Înființare
Situl Sunjsko polje a fost declarat sit de importanță comunitară în iulie 2013 pentru a proteja 1 specie de plante și 3 specii de animale.

## Biodiversitate
Situată în ecoregiunea continentală, aria protejată conține 5 habitate naturale: Păduri de stejar sau de stejar și carpen sub-atlantice și medio-europene de Carpinion betuli, Lacuri eutrofice naturale cu vegetație de tip Magnopotamion sau Hydrocharition, Ape stătătoare oligotrofe până la mezotrofe, cu vegetație de Littorelletea uniflorae și/sau de Isoëto-Nanojuncetea, Fânețe de joasă altitudine (Alopecurus pratensis, Sanguisorba officinalis), Păduri aluvionare cu Alnus glutinosa și Fraxinus excelsior (Alno-Padion, Alnion incanae, Salicion albae).
La baza desemnării sitului se află mai multe specii protejate:
- plante (1): Marsilea quadrifolia
- mamifere (1): vidră de râu (Lutra lutra)
- nevertebrate (2): Graphoderus bilineatus, libelule (Leucorrhinia pectoralis)